# 1280
Évszázadok: 12. század – 13. század – 14. század
Évtizedek: 1230-as évek – 1240-es évek – 1250-es évek – 1260-as évek – 1270-es évek – 1280-as évek – 1290-es évek – 1300-as évek – 1310-es évek – 1320-as évek – 1330-as évek
Évek: 1275 – 1276 – 1277 – 1278 –  1279 – 1280 – 1281 – 1282 – 1283 – 1284 – 1285

## Események

### Határozott dátumú események
- március 25. – Giovanni Dandolo velencei dózse megválasztása. (1289-ig uralkodik.)[1]
- augusztus 18. – IV. László a pápai legátus kiengesztelésére elismeri és megbánja az egyház elleni tetteit, és kötelezi magát, hogy évente 100 ezüst márkát fizet a legátus által bárhol fölállítandó szegények és betegek háza számára.[2]

### Határozatlan dátumú események
- az év folyamán –
  - II. Erik norvég király trónra lépése.[3]
  - II. Jóannész trapezunti császár trónra lépése. (A császárt 1297-ben megfosztják trónjától.)[4]
  - A Magyar Királyság területén hagyományos életmódjuk fenntartását reménytelennek ítélő kunok elhatározzák szállásterületeik kiürítését.[5]
- ősz eleje – A kunok megkezdik kivonulásukat az országból.[5]
- ősz közepe – A kunok mozgolódását tapasztalva a Váradon tartózkodó IV. László elrendeli bizonyos helyek megerősítését, egyúttal országos hadat hív egybe.[5]
- november közepe – A király a kunok után indul a Kárpátokon túlra, ahol aztán sikerült visszatérésre bírnia őket.[5]

## Halálozások
- augusztus 22. – III. Miklós pápa (* 1215 k.)[6]
- november 15. – Albertus Magnus német filozófus (* 1194?)